# Adela van Meißen
Adela van Meißen (ook Adele of Adelheid genoemd) (? - overl na 1172) was koningin van Denemarken van 1152 tot 1157.

## Biografie
Adela was een dochter van de markgraaf van Meißen Koenraad de Grote en van Luitgard van Ravenstein. Zij huwde in 1152 met koning Sven III van Denemarken. Hun dochter Luccardis trouwde met markgraaf Berthold II van Istrië.  Adela was als koningin van Denemarken niet populair. Men verweet haar dat ze haar man beïnvloedde om aan het hof traditionele Deense gewoontes te verruilen voor Duitse.
Na het overlijden van Sven III in 1157 hertrouwde zij met graaf Adelbert III van Ballenstedt, een jongere zoon van Albrecht de Beer. Met hem had ze een dochter, Gertrudis, die trouwde met Walther van Arnstein.